# Cristian Onțel
Cristian Iulian Onțel (sinh ngày 5 tháng 4 năm 1998 ở Bucharest) là một cầu thủ bóng đá người România thi đấu ở vị trí tiền vệ cho Național Sebiș. Anh có màn ra mắt ở Liga I vào tháng 10 năm 2015, trong trận đấu trước CSMS Iași.

## Thống kê sự nghiệp

### Câu lạc bộ
| Câu lạc bộ          | Mùa giải            | Giải vô địch | Giải vô địch | Cúp     | Cúp       | Cúp Liên đoàn | Cúp Liên đoàn | Châu Âu | Châu Âu   | Khác    | Khác      | Tổng cộng | Tổng cộng | Tổng cộng |
| Câu lạc bộ          | Mùa giải            | Số trận      | Bàn thắng    | Số trận | Bàn thắng | Số trận       | Bàn thắng     | Số trận | Bàn thắng | Số trận | Bàn thắng | Số trận   | Bàn thắng |           |
| ------------------- | ------------------- | ------------ | ------------ | ------- | --------- | ------------- | ------------- | ------- | --------- | ------- | --------- | --------- | --------- | --------- |
| Steaua București    | 2015–16             | 4            | 1            | 0       | 0         | 0             | 0             | 0       | 0         | 0       | 0         | 4         | 1         |           |
| Steaua București    | 2016–17             | 1            | 0            | 0       | 0         | 0             | 0             | 0       | 0         | –       | –         | 1         | 0         |           |
| Tổng cộng           | Tổng cộng           | 5            | 1            | 0       | 0         | 0             | 0             | 0       | 0         | 0       | 0         | 5         | 1         |           |
| Steaua II București | 2016–17             | 11           | 7            | –       | –         | –             | –             | –       | –         | –       | –         | 11        | 7         |           |
| Tổng cộng           | Tổng cộng           | 11           | 7            | –       | –         | –             | –             | –       | –         | –       | –         | 11        | 7         |           |
| Academica Clinceni  | 2016–17             | 11           | 0            | –       | –         | –             | –             | –       | –         | –       | –         | 11        | 0         |           |
| Tổng cộng           | Tổng cộng           | 11           | 0            | –       | –         | –             | –             | –       | –         | –       | –         | 11        | 0         |           |
| Voinţa Saelele      | 2017–18             | 0            | 0            | –       | –         | –             | –             | –       | –         | –       | –         | 0         | 0         |           |
| Tổng cộng           | Tổng cộng           | 0            | 0            | –       | –         | –             | –             | –       | –         | –       | –         | 0         | 0         |           |
| Tổng cộng sự nghiệp | Tổng cộng sự nghiệp | 27           | 8            | 0       | 0         | 0             | 0             | 0       | 0         | 0       | 0         | 27        | 8         |           |

Thống kê chính xác đến trận đấu diễn ra ngày 1 tháng 6, 2017

## Danh hiệu

### Câu lạc bộ
Steaua București
- Cúp Liên đoàn: 2015–16